# Khác Huệ Hoàng quý phi
Khác Huệ Hoàng quý phi (chữ Hán: 愨惠皇貴妃; 1668 - 1743), Đông Giai thị, là một phi tần của Thanh Thánh Tổ Khang Hi Hoàng đế và là em gái của Hiếu Ý Nhân Hoàng hậu.

## Tiểu sử

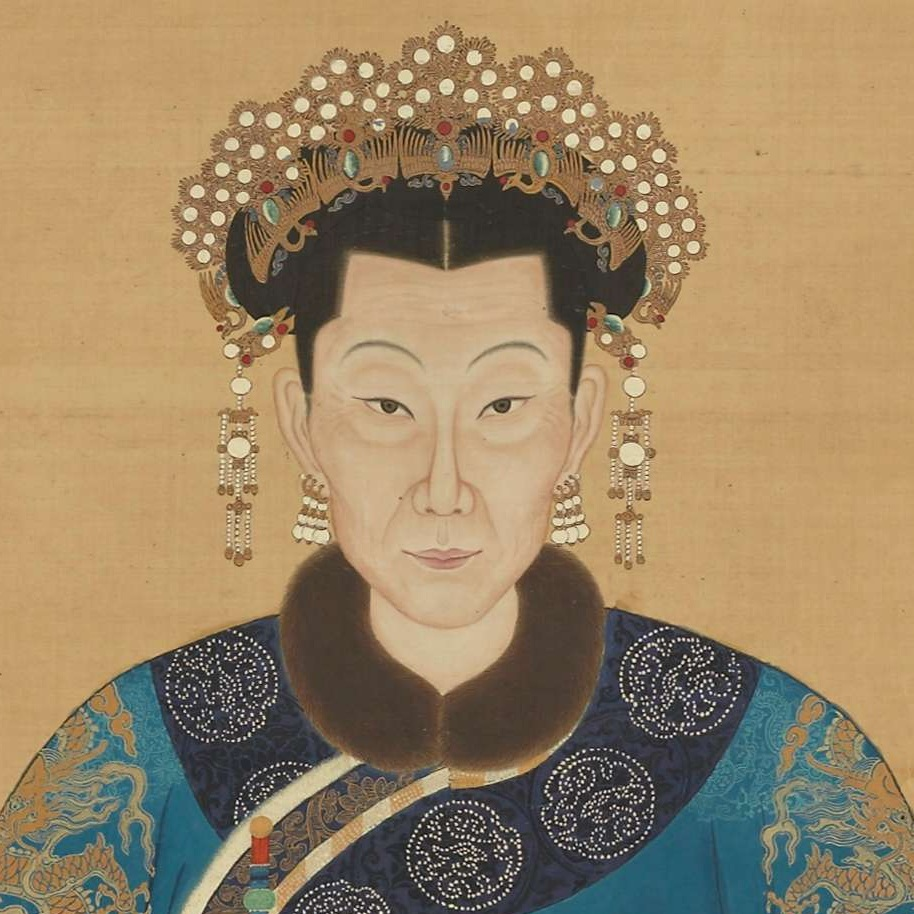
Khác Huệ Hoàng quý phi Đông Giai thị

### Thân thế
Khác Huệ Hoàng quý phi không rõ tên và ngày sinh, chỉ biết sinh vào tháng 8 (âm lịch) năm Khang Hi thứ 7 (1668). Bà xuất thân danh gia, là Mãn Châu Tương Hoàng kỳ Đông Giai thị, mẫu tộc của Hiếu Khang Chương Hoàng hậu - mẹ đẻ của Khang Hi Đế. Cũng như chị mình là Hiếu Ý Nhân Hoàng hậu, bà cũng là một người em họ của Khang Hi Đế, là con gái của Lĩnh thị vệ Nội đại thần, Thừa Ân công Đông Quốc Duy (佟國維).
Không rõ thời điểm Đông thị nhập cung. Ghi chép về đãi ngộ của bà chỉ xuất hiện vào năm Khang Hi thứ 36 (1697), khi bà 29 tuổi. Cũng trong ghi chép này, Đông thị cùng Tuyên phi khi ấy dù chỉ là Thứ phi (庶妃) không rõ danh vị, song đã có đãi ngộ hàng Phi.
Năm Khang Hi thứ 39 (1700), sách phong Thứ phi Đông thị làm Quý phi. Tháng 12 năm đó, lấy Đại học sĩ Y Tang A (伊桑阿) cầm Tiết, bưng sách văn, tuyên sách tấn phong Quý phi. Sách văn viết:
| Nguyên văn 朕惟化理始自壸仪、端重温恭之选。德教彰于妇顺、实资赞翼之功。爰锡丝纶，用昭典制。尔佟氏诞育名门，夙标令问。柔嘉中节。敬慎含章，娴诗礼之风、克播清芬于彤管。协珩璜之度、宜加宠锡，兹仰承皇太后慈谕。以册宝封尔为贵妃。尔其益懋恪勤、率嫔嫱而敷内治。长怀谦谨、顾典册以答新恩。钦哉。 | Phiên âm Trẫm duy hóa lý thủy tự khổn nghi, đoan trọng ôn cung chi tuyển. Đức giáo chương vu phụ thuận, thật tư tán dực chi công. Viên tích ti luân, dụng chiêu điển chế. Nhĩ Đông thị, đản dục danh môn, túc tiêu lệnh vấn. Nhu gia trung tiết. Kính thận hàm chương, nhàn thi lễ chi phong, khắc bá thanh phân vu đồng quản. Hiệp hành hoàng chi độ, nghi gia sủng tích. Tư ngưỡng thừa Hoàng thái hậu từ dụ, dĩ sách bảo phong nhĩ vi Quý phi. Nhĩ kỳ ích mậu khác cần, suất tần tường nhi phu nội trị. Trường hoài khiêm cẩn, cố điển sách dĩ đáp tân ân. Khâm tai. | Tạm dịch Trẫm nghĩ rằng: Giáo hóa trị lý bắt đầu từ khuê phòng - cần đề cao người đức độ ôn hòa. Đức giáo sáng tỏ ở nết thuận phụ - thực nhờ sức phò tá giúp rập. Nay ban lời vàng, để rõ điển chương. Khanh Đồng thị sinh trưởng nơi danh gia, sớm nổi tiếng tốt. Dịu dàng đúng mực, cung kính khiêm nhường. Thông thạo phong thái thi lễ - đủ truyền hương thơm nơi thẻ đỏ. Hòa hợp độ lượng ngọc quý - nên ban ân sủng. Nay vâng theo di huấn của Thái hậu, đặc cách ban sách bảo phong khanh làm Quý phi. Khanh hãy càng gắng siêng năng kính cẩn, thống lĩnh cung tần sửa sang nội trị. Luôn giữ khiêm nhường, ghi lòng điển sách để báo đáp ân mới. Khâm tai! |

Khi đó, ba vị Chính cung là Hiếu Thành Nhân Hoàng hậu, Hiếu Chiêu Nhân Hoàng hậu cùng chị gái bà là Hiếu Ý Nhân Hoàng hậu đều đã băng thệ, cả Ôn Hi Quý phi cũng đã hoăng thệ nên Đông Giai thị khi ấy có phân vị cao nhất trong Hậu cung, chỉ dưới Nhân Hiến Hoàng thái hậu.
Dựa vào câu "Suất tần tường nhi phu nội trị" (率嫔嫱而敷内治) trong sách văn, trong đó "suất" nghĩa là thống lĩnh, "tần tường" là chỉ chung nội đình chủ vị, thì Đông thị đương thời ở vị trí Quý phi dường như có quyền quản lý lục cung, hoặc chí ít là biểu suất đứng đầu chúng tần phi ở nội đình. Tuy điều này không rõ ràng như Kế Hoàng hậu Na Lạp thị thời Càn Long, nhưng có phần rõ ràng hơn nếu so với Hiếu Ý Nhân Hoàng hậu trước đó.

### Góa phụ
Năm Ung Chính thứ 2 (1724), Thanh Thế Tông Ung Chính Đế nhớ đến chị gái Quý phi Đông thị là Hiếu Ý Nhân Hoàng hậu Đông Giai thị từng nuôi dưỡng ông lúc nhỏ, mà Quý phi lại là em gái của Hoàng hậu. Do đó, Hoàng đế ra chỉ tôn phong bà làm Hoàng khảo Hoàng quý phi (皇考皇貴妃), cùng lúc ấy tấn tôn Hòa phi Qua Nhĩ Giai thị lên làm Quý phi.
Lúc này, Hoàng quý phi Đông thị tuổi đã cao, lại đứng đầu chúng Thái phi của Tiên Đế. Khi Khang Hi Đế còn sống, Hoàng quý phi Đông thị từng cùng Hoàng khảo Quý phi Qua Nhĩ Giai thị chăm sóc Hoàng tứ tử Hoằng Lịch. Do vậy sau khi Hoằng Lịch lên ngôi, vào năm Càn Long nguyên niên (1736), tháng 9 (âm lịch), Hoàng đế đã ra chỉ dụ tấn tôn Hoàng khảo Hoàng quý phi Đông Giai thị cùng Quý phi Qua Nhĩ Giai thị, Thuận Ý Mật phi và Thuần Dụ Cần phi, đương xưng Tứ Thái phi, trong đó Đông Giai thị là người đứng đầu. Tháng 11 cùng năm, chính thức tuyên phong Tứ Thái phi, Hoàng khảo Hoàng quý phi Đông thị được tôn phong làm Thọ Kỳ Hoàng quý phi (壽琪皇貴妃), lễ làm ở Ninh Thọ cung, do Càn Long Đế đích thân ngự Thái Hòa điện duyệt sách bảo. Đương thời bà hay được gọi là Thái hoàng thái phi.
Năm Càn Long thứ 8 (1743), ngày 1 tháng 4 (âm lịch), Thái hoàng thái phi Đông Giai thị qua đời, hưởng thọ 73 tuổi. Càn Long Đế rất thương tiếc, đích thân đến dự tang lễ, lại lệnh 10 ngày để tang. Vào tháng 5, truy thụy hiệu cho Thọ Kỳ Hoàng quý thái phi là Khác Huệ Hoàng quý phi (愨惠皇貴妃). Ngày 11 tháng 12 (âm lịch) cùng năm đó, đưa hạ táng bà vào Hoàng quý phi viên tẩm của Cảnh lăng, tức Song phi viên tẩm (双妃园寝).